# د کلینگ
د کلینگ (به لاتین: De Klinge) یک منطقهٔ مسکونی در بلژیک است که در سن-ژییوه واقع شده‌است. د کلینگ ۲٫۷۲ کیلومتر مربع مساحت و ۳٬۰۷۷ نفر جمعیت دارد.